# Липнягівська сільська рада
Липнягівська сільська рада — колишній орган місцевого самоврядування у Семенівському районі Полтавської області з центром у c. Великі Липняги.
Населення — 0762 осіб.

## Населені пункти
Сільраді були підпорядковані населені пункти:
- c. Великі Липняги
- с. Малі Липняги